# Al-Khalid
Az Al-Khalid vagy MBT 2000 (Type 90-IIM) a Kínai Népköztársaság és Pakisztán által közösen fejlesztett harckocsi. Pakisztánban gyártják és a Pakisztáni Haderőnél áll szolgálatban.

## A fejlesztés története, hadrendbe állítás
Pakisztánban 1988-ban fogtak hozzá az akkor még MBT 2000 típusjelzéssel ellátott új harckocsi fejlesztéséhez. A tervezésnél elsősorban a kínai Type 90 harckocsit vették alapul.
Az 1970-es években a Kínai Népi Felszabadító Hadsereg - a szovjet fenyegetés hatására - egy korszerű harckocsival szerette volna leváltani a szovjet T-54A harckocsik alapján fejlesztett Type 59-es tankjait. Az 1980-as években, Iránból kapott szovjet T-72-es harckocsik tanulmányozása után egy új típus tervezéséhez fogtak hozzá a kínai mérnökök, amelyet 125 mm-es simacsövű ágyúval, valamint áttervezett törzzsel és felfüggesztéssel láttak el. A fejlesztési program végül elvezetett a Type 90-es harckocsihoz, amelyből azonban a kínai hadsereg nem rendelt, ezért külföldi vevőket kezdtek keresni.
1990 januárjában létrehoztak egy közös kínai-pakisztáni fejlesztési programot, amely jelentősen meggyorsította Pakisztán saját fejlesztési programját. A prototípusokat Kínában gyártották, s 1991 augusztusától kezdődött a pakisztáni tesztelés.
1992-re a pakisztáni Taxila-ban felépítették a leendő harckocsi gyártósorát. Következő lépésként átalakították a harckocsit, hogy bírja a szélsőséges pakisztáni viszonyokat (például a magas hőmérsékletet).
A kezdeti példányokba még kínai löveg és tűzvezető rendszer került, de a meghajtást már a német fejlesztésű MTU-396 dízelmotor biztosította. A soron következő modellekbe azonban már jóval korszerűbb nyugati eszközök kerültek (például francia automata sebességváltó, illetve később amerikai fejlesztésű dízelmotor). Ennek ellenére, több ok miatt, a modell sorozatgyártása nem kezdődhetett meg. Egyrészt túl költségesnek bizonyult, másrészt Pakisztán kísérleti atomrobbantásai után a nyugati államok fegyverembargót vezettek be, ezenkívül rosszul teljesített szélsőséges körülmények között.
Végül sikerült megtalálni a megfelelő motorípust, méghozzá az ukrán 6TD2 formájában, amely 895 KW - 1200 LE - teljesítmény leadására képes. A sorozatgyártást végül jóváhagyták, így 2000 novemberében az elkezdődött a Taxila-i gyárban.
A végső változat a Type 90-IIM elnevezést kapta, s 2001 márciusában mutatta be a kínai Norinco vállalat az Abu Dhabi Védelmi Kiállításon. A közös fejlesztés ellenére Kína nem rendelt egyetlen darabot sem (mivel akkor már fejlesztés alatt álltak más típusok - Type 99 – is). Az első 15 egység 2001 folyamán került a pakisztáni alakulatokhoz.
2002 februárjában Ukrajna bejelentette, hogy a következő három évben 315 darab motort biztosít Pakisztánnak, mintegy 125-150 millió dollár értékben (ezenkívül Ukrajna segítséget nyújt Pakisztánnak az elavult harckocsik modernizálásában).
A pakisztáni hadsereg 2004. szeptember 23-án vette át a következő adag Al-Khalid harckocsit.

## Fegyverzet, tűzvetezetés

### Harckocsi ágyú
Az Al-Khalid 125 mm-es simacsövű, két síkon stabilizált löveget kapott, amelyből egyaránt ki lehet lőni hagyományos, orosz 9M119 Refleksz, illetve a hazai fejlesztésű Naiza 125 mm-es DU lövedéket is. A löveg emelését elektromotorok végzik. Az automata töltőrendszerbe 24 töltet helyezhető, tűzgyorsasága pedig 8 lövés/perc.

### Másodlagos fegyverzet
A harckocsi másodlagos fegyverzetét egy 7,62 mm-es párhuzamosított és egy 12,7 mm-es légvédelmi géppuska alkotja (a harckocsi összesen 2000 illetve 500 darab töltényt szállíthat).

### Tűzvezetés
Habár a prototípusokban többféle, kínai és nyugati eredetű tűzvezető-rendszert is teszteltek, a választás végül a nyugati eredetűre esett.
A parancsnok állását panoráma periszkóp-rendszerrel, míg az irányzóét sima periszkóppal látták el. Mindegyik periszkóp két síkon stabilizált és lézeres távolságmérővel ellátott. Az Al-Khalid esetében is lehetőség van arra, hogy a parancsnok az irányzótól függetlenül jelöljön meg célokat.
Az Al-Khalid fedélzeti számítógépe automatikusan képes bemérni célpontokat, és nyomon követni azokat.

## Védelem
A harckocsit moduláris kompozit páncélzattal szerelték fel, amelyet reaktív páncélzattal erősítettek meg. Az Al-Khalid - a többi modern harckocsihoz hasonlóan - fel van szerelve nukleáris, biológiai vagy vegyi támadás elleni védelmi rendszerekkel, valamint hőképalkotó-rendszerrel illetve ködgránátvetőkkel (ezenkívül a harckocsi védelmi rendszerének részét képezi egy belső tűzoltórendszer is).

## Mozgékonyság
A harckocsi az ukrán 6TD2 típusú dízelmotorral rendelkezik, amelyhez egy fél-automata váltó tartozik. Egy motorral hajtott generátor is helyet kapott a harckocsiban, így a főmotor leállása után is biztosítható az elektromos energia.
A harckocsi súlya 48 tonna, így jóval könnyebb szállítani, mint néhány nyugati típust (M1 Abrams, Challenger 2, Leopard 2). Maximális sebessége elérheti a 72 km/h-t.

## Alkalmazó
- Pakisztán: 320 darab.